# Isla Caille
La Isla Caille es un pequeño islote localizado en el mar Caribe, entre las islas de Granada y Carriacou, del grupo de las Granadinas. Forma parte del arco volcánico de las Antillas Menores y frente a ella se encuentra un gran volcán sumergido activo llamado Kick-´Em-Jenny.

## Ubicación
Caille está situada a 5 km del extremo norte de la isla de Granada (muy cerca de la Isla Ronde y del volcán activo sumergido Kick-´Em-Jenny) y está cubierta por una abundante vegetación. Su clima es tropical.

## Características
La isla está compuesta por dos montículos volcánicos separados por una lengua de tierra llana. El terreno se eleva lentamente, y su costa está indentada por pequeñas bahías.
En diferentes lugares de la costa se encuentran pequeñas playas de arenas blancas, muy atractivas para el turismo, y una red de caminos las conecta entre sí y provee un fácil acceso a la mayoría de ellas.
La isla dispone de 4 casas deshabitadas y una pista aérea. Hay electricidad pero no agua potable. La única agua disponible es la proveniente de un tanque de 151000 litros.

## Estatus
Aunque administrativamente depende de Granada, la isla entera es de propiedad privada.